# Tulucești
Tulucești – wieś w Rumunii, w okręgu Gałacz, w gminie Tulucești. W 2011 roku liczyła 4115 mieszkańców.